# Porto Franco (Brasile)
Porto Franco è un comune del Brasile nello Stato del Maranhão, parte della mesoregione del Sul Maranhense e della microregione di Porto Franco.